# Amastus polioscia
Amastus polioscia är en fjärilsart som beskrevs av Adalbert Seitz 1925. Amastus polioscia ingår i släktet Amastus och familjen björnspinnare. Inga underarter finns listade i Catalogue of Life.